# Whole Lotta Shakin’ Goin’ On
A Whole Lotta Shakin’ Goin’ On című dal („Whole Lotta Shaking Going On” címen is ismert) 1957-es változata a legismertebb, egy rock and roll/rockabilly-verzió Jerry Lee Lewis előadásában.

## A dal eredete
A dal pontos eredete vitatott, de a szerzője Dave "Curlee" Williams amerikai Kentucky-ból származó énekes-szövegíró és James Faye "Roy" Hall (zongorista, zenekarvezető és dalszerző). 1955. március 21-én Big Maybelle amerikai R&B énekesnő készítette el a dal első felvételét az Okeh Records-nál, producere a fiatal Quincy Jones volt.
Roy Hall 1955 szeptember 15-én a Decca Recordsnál rögzítette a dalt és ragaszkodott ahhoz, hogy a dalt ő írta és megszerezte a szerzői jogot, mint társszerző, Sunny David név alatt. Bár a Decca példányán (Hall felvételén) a közreműködők listáján egyetlenegy név szerepel, mint szerző és az Dave Williams.
Szintén korai felvétel Dolores Frederick és a The Commodores (nem azonos a 70-es évek The Commodores című zenekarával) felvétele. A dal egyik korai feldolgozása sem ért el nagy sikert. A dal minden későbbi feldolgozásán Sunny David és Dave Williams szerepel a szerzők nevénél. Roy Hall, aki szintén nashville-i klubtulajdonos volt, később azt állította, hogy ő alkalmazta a fiatal zongoristát, Jerry Lee Lewist, valamikor 1954-ben.
A legenda szerint Elvis Presley 1954-ben, egy éjszaka elment Roy klubjába munkát keresni, de Hall egy este után kirúgta őt. "Nem volt olyan átkozottul jó." Valószínűbb az, hogy Jerry Lee Lewis játszott a Hideaway klubban néhány héttel ez előtt, 1955-ben. Hall szerint itt hallotta először Lewis a Whole Lotta Shakin’ Goin’ On-t. Hall követelte, hadd legyen a társszerzője a dalnak (Sunny David álnéven), Dave "Curlee" Williams-szel. Az első felvételt Big Maybelle rögzítette az OKeh-nél 1955 márciusában, Hall pedig 1955. szeptember 15-én, miután Webb Pierce segített neki megkötni a Decca-val a szerződést. Bár a lemez néhány példányán Williams egyedüli szerzőként van feltüntetve, és Williams jelenleg is egyedüli szerzőként van nyilvántartva, néhány per után. Úgy tűnik, a legtöbb "szakértő" úgy gondolja, hogy Hall írt a Whole Lotta Shakin’ Goin’ On-t. Roy Hall 4 számot vett fel a Decca-nál 1955-56-ban és ezek sikeres rockabilly felvételek lettek: a Three Alley Cats-t, a Diggin' the Boogie-t, az Off-Beat Boogie-t és a You Ruined My Blue Suede Shoes-t (az utolsó kettő végül nem jelent meg). A dalok producere Paul Cohen volt, ezek a Decca-felvételek szerepeltek néhány olyan neves nashville-i session-zenész repertoárjában is, mint Grady Martin.

## Jerry Lee Lewis verziója
A dal mono verzióját Jerry Lee Lewis 1957. május 27-én rögzítette a Sun Records-nál. Jack Clement producer felügyelete alatt Lewis radikálisan megváltoztatta az eredeti dalt, boogie-zongorajátékával felgyorsította azt, melyet kiegészített J.M. Van Eaton energikus dobjátéka és Lewis szuggesztív énekstílusa. Lewis később így nyilatkozott:
| „                 | Világosan emlékszem rá. Átszabtam a Whole Lotta Shakin’ Goin’ On-t. Az első alkalommal. Tudtam, hogy nagy sikere lesz, amikor hozzányúltam. Sam Phillips úgy gondolta, hogy rizikós, nem fog működni. Ha ez a rizikó, hát akkor, sajnálom. | ” |
| – Jerry Lee Lewis | |   |

Lewis életrajzi filmjében van egy jelenet, amikor Lewis meglesi a fekete amerikai klubban éneklő fekete énekesnőt, aki a Whole Lotta Shakin Goin' On-t énekli. (A szerepet Valerie Wellington játssza, az ő verziója szerepel is a filmben.) A következő jelenetben Lewis-t látjuk, ahogy a dalt énekli, anélkül, hogy az eredetit utánozná.
A kislemez Sun 267-es sorozatszámmal jelent meg, a Billboard pop lista harmadik helyére, a Billboard R&B listán pedig az első helyre került fel. A Billboard country listáján szintén az első lett, az Egyesült Királyság kislemez listáján pedig a nyolcadik. Lewisből azonnali szenzáció lett, Robert Gordon amerikai rockabilly zenész megjegyezte: "Jerry Lee megmutatja ezt az új műfajt, amit rock 'n' rollnak hívnak, nem mindenki képes arra, hogy kiálljon a színpadra egy szál gitárral."
Jerry Lee Lewis verziója a Rolling Stone magazin Minden idők 500 legjobb dala listáján a 61. helyezést érte el.

## Közreműködők
- Jerry Lee Lewis – vokál, zongora
- Roland Janes – gitár
- Jimmy van Eaton – dobok[17]

## Helyezések
| Slágerlista (1957)                  | Legmagasabb helyezés |
| ----------------------------------- | -------------------- |
| Billboard Pop Charts kislemez lista | 3                    |
| Billboard R&B kislemez lista        | 1                    |
| Billboard country kislemez lista    | 1                    |
| Egyesült Királyság Top 40 Hit lista | 8                    |

## Érdekességek[14]
- A rádióállomások több okot találtak ki arra, hogy miért ne játsszák le a dalt: "túl szuggesztív volt, Lewis káromkodik benne (a "We-e-ll-a úgy hangzott, mint a "We-hella" (pokol)), úgy hangzott, mintha fekete énekes énekelné). Mégis, a kislemez jól fogyott az Amerikai Egyesült Államok déli részén, de amikor Lewis 1957. július 28-án szerepelt a The Steve Allen Showban a TV-ben, a dal az egész országban sikerdal lett és több, mint 6 millió darabot adtak el belőle. A dal sok vitát kavart, a szövegét meglehetősen bujának tartották és különösen sokkoló volt, hogy az énekes vallásos nevelésben részesült.
- A dal Lewis másik nagy sikerdalával, a Great Balls of Fire-val egyszerre került fel a Top 5-be a Pop, Country és R&B listákra. Mindkét dal 1. helyezett lett a Country listán.
- Roy Hall and Dave "Curly" Williams horgászott a Lake Okeechobee tóban, ekkor írták a dalt. Részegek voltak, egy csengőszót hallottak a tó közepén lévő sziget felől. Hall ezt mondta: "What's Going on?" ("Mi folyik ott?") valaki így válaszolt: "We got 21 drums, we got an ol' bass horn and they're even keepin' time on a ding-dong" (Van 21 dobunk, van egy öreg kürtünk és ők egyfolytában csak ezt játsszák: ding-dong")
- A Jerry Lee Lewis Trio az Arkansasban lévő Osceola klubban lépett fel, a függöny mögött álltak, hogy elkerüljék az üvegeket és más lövedékeket, amiket a közönség dobált. Amikor a nézők kifogytak a munícióból, Lewis javasolta, hogy a Whole Lotta Shakin’ Goin’ On-t kezdjék el játszani. Eljátszották egy részét – nem emlékszik minden szóra, volt, ami nem jutott az énekes eszébe. A durva közönség kérte a triót, hogy ismételje meg...23-szor!
- A dalt mono verzióban egy mikrofonnal a Sun Recordsnál vették fel. 1963-ban Jerry aláírt egy szerződést a Smash Records-nál és újra rögzítették a dalt sztereo változatban, kórussal. 1964-ben a The Greatest Live Show On Earth című sztereo albumon megjelent egy hosszabb élő verzió.
- 2006-ban a Rolling Stone magazin cikkében Lewis arról panaszkodott, hogy egyetlenegy munkájáért sem kapott jogdíjat a Sun Records-tól. Lewis elmondta, hogy Sam Phillips, a Sun tulajdonosa becslése szerint 8 millió dollárral tartozik neki, de Lewis sohasem akart pereskedni emiatt, mert a pénz nem volt olyan fontos neki és nem akart kellemetlen vitát.
- A dal szövegének egy része szerepel Stephen King The Dead Zone című könyvében.

## Egyéb verziók
A dalból rock n' roll standard lett, több neves előadó énekelte, köztük: 
- Little Richard[21]
- Daddy Cool
- Rick Nelson[22]
- Chubby Checker
- Johnny Devlin[23]
- Duffy Power
- Conway Twitty[24]
- Gerry & The Pacemakers
- Wanda Jackson[25]
- John Lennon[26]
- Elvis Presley[27]
- Cliff Richard[28]
- Elton John[29]
- The Hurricanes
- Mae West
- Mott the Hoople
- The Hep Stars[30]
- Big Star
- Uriah Heep
- Johnny Winter
- Bill Haley & His Comets
- Georgia Satellites
- Willie Nelson[31] (közreműködik: Jerry Lee Lewis és Keith Richards)
- Vinegar Joe[32]
- Ten Years After (I'm Going Home medley)
- The Flying Lizards 1984-ben megjelent Top Ten című albuma tartalmazza a ada feldolgozását
- Prince